# Ливингстон (остров)

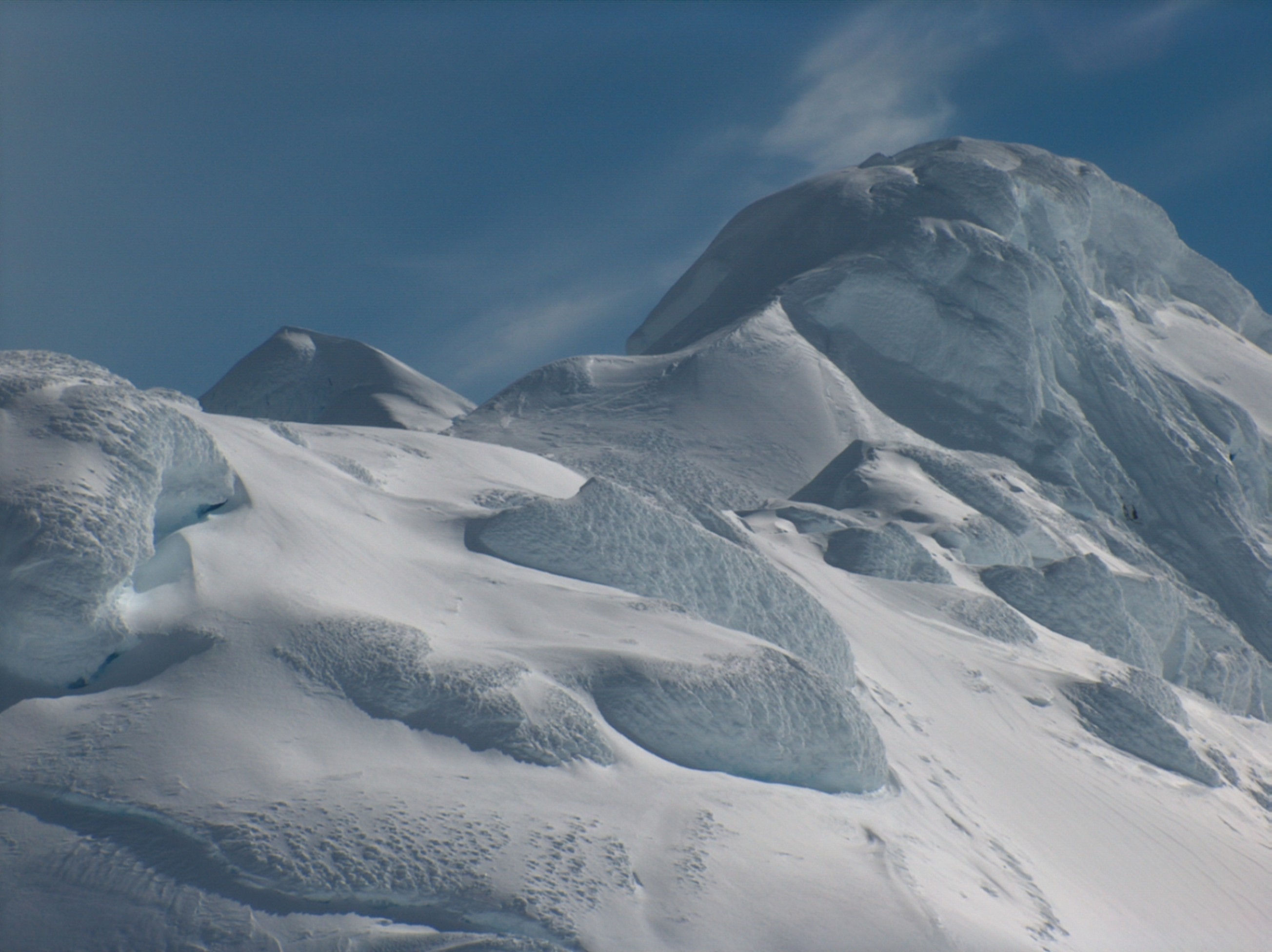
Вершина Фрисланд - высшая точка острова

Ли́вингстон или Смоленск (англ. Livingston Island) — второй по площади остров архипелага Южные Шетландские острова.

## География

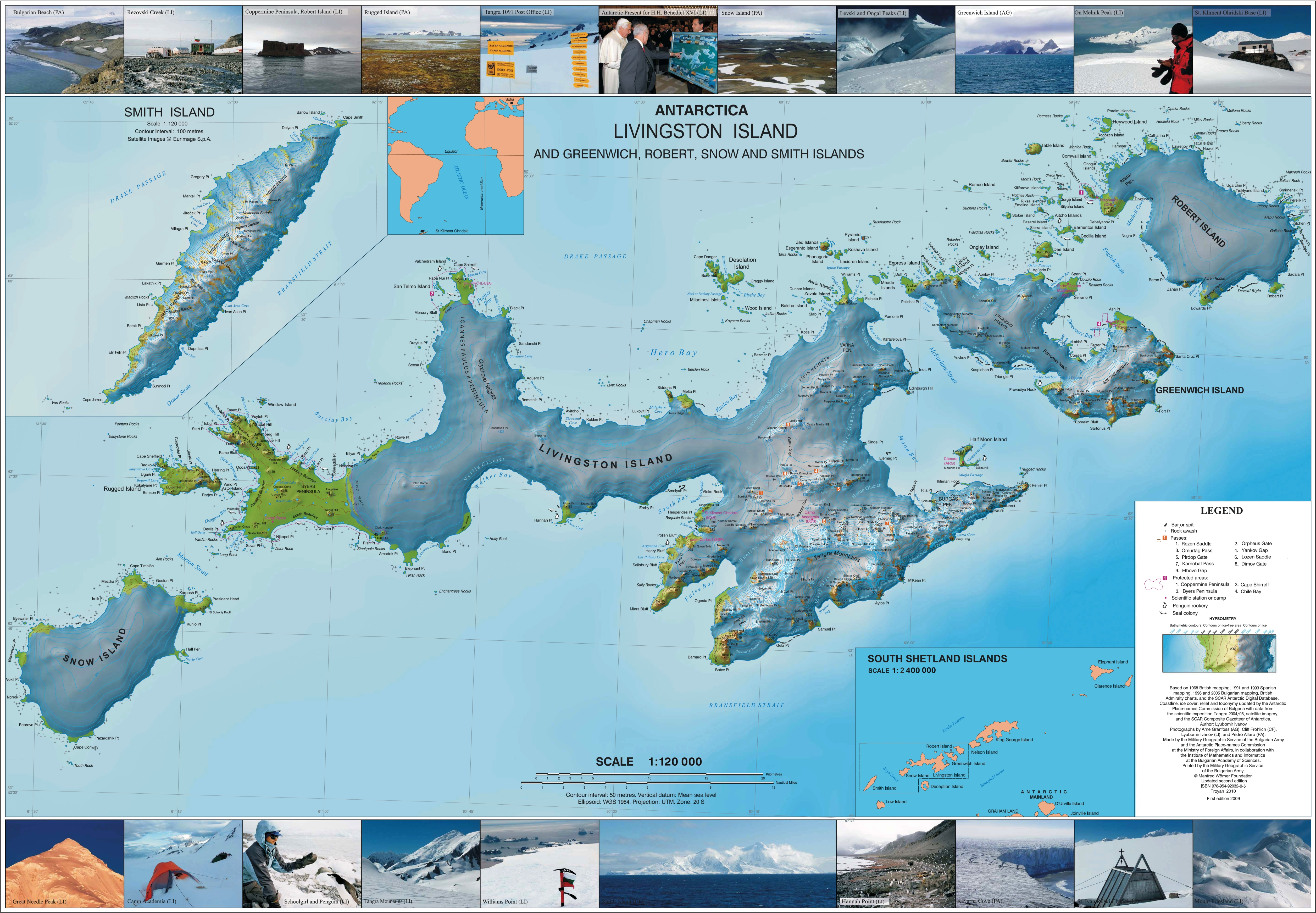
Топографическая карта западной части Южных Шетландских островов (остров Ливингстон в центре)

Находится к западу от острова Гринвич, к востоку от острова Сноу и к северу от острова Десепшен. Размеры острова примерно 73 км в длину (с запада на восток) и от 5 до 36 км в ширину (с севера на юг). Площадь 798 км².
Вблизи острова множество маленьких островков и скал. Наиболее крупные из них — Раггид (вблизи полуострова Байерс), остров Хаф-Мун, Десолейшен и Зед. Почти вся территория острова покрыта ледяной шапкой. Исключение составляет полуостров Байерс (61 км²), формирующий западную оконечность острова, а также некоторые прибрежные участки и горные склоны. Для местной гляциологии типичны заметные слои вулканического пепла, который оседает здесь из-за вулканической активности на соседнем острове Десепшен. Самая высокая точка острова — гора Фрисланд, входящая в состав гор Тангра. Её высота составляет 1700 м над уровнем моря.
Погода на острове характеризуется как быстро изменчивая, ветреная, влажная и пасмурная. Температуры довольно постоянные, редко превышают +3 °C летом или опускаются ниже −11 °С зимой. Однако, из-за сильного ветра температура почти всегда воспринимается на 5 или даже 10 °С холоднее. Средняя температура самого тёплого месяца (февраль) +2,6 °C, самого холодного (август) −4,6 °C. Средний годовой уровень осадков составляет 377 мм.

## История

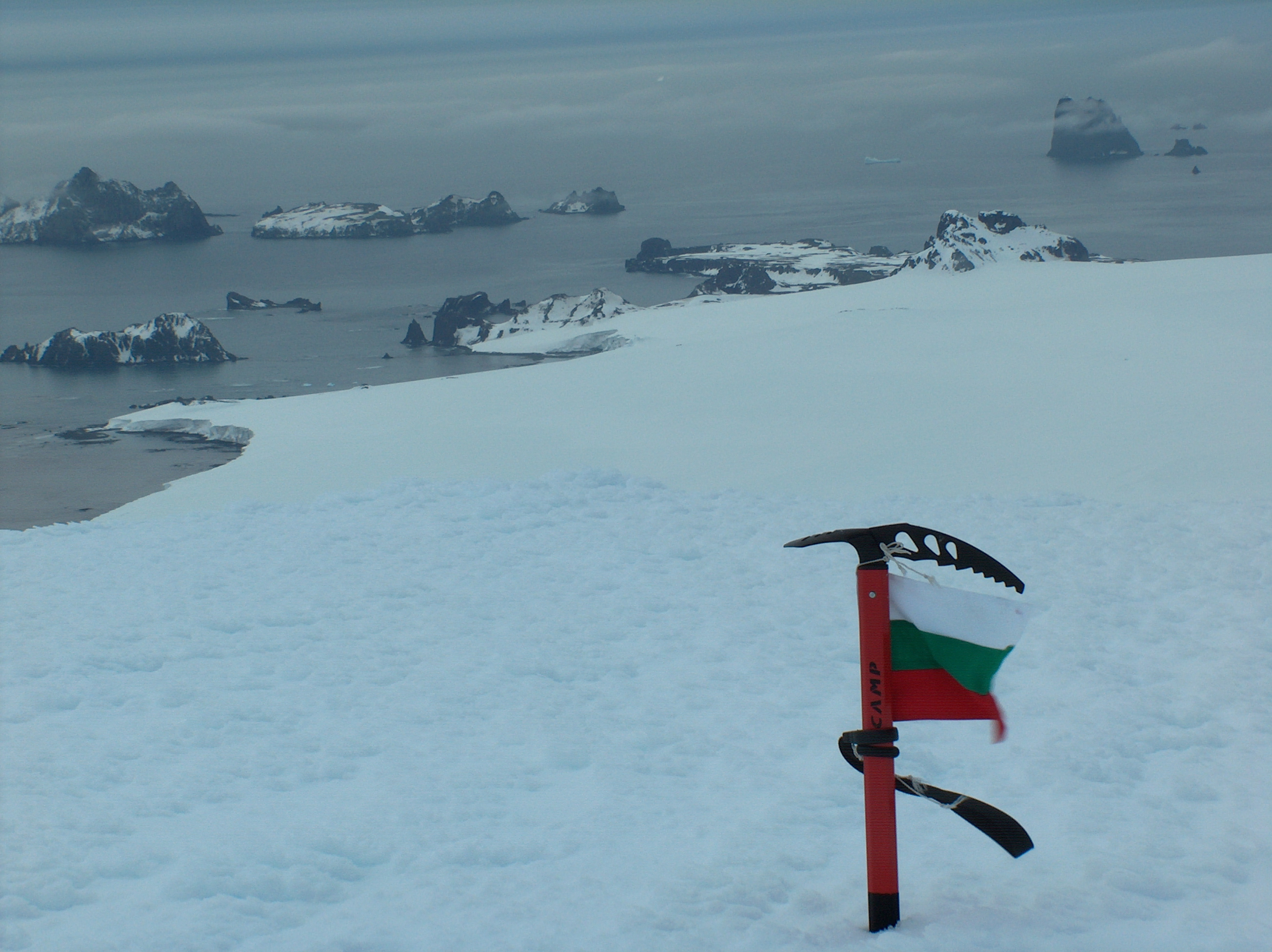
Мыс Уильямс, открытый Уильямом Смитом 19 февраля 1819 года

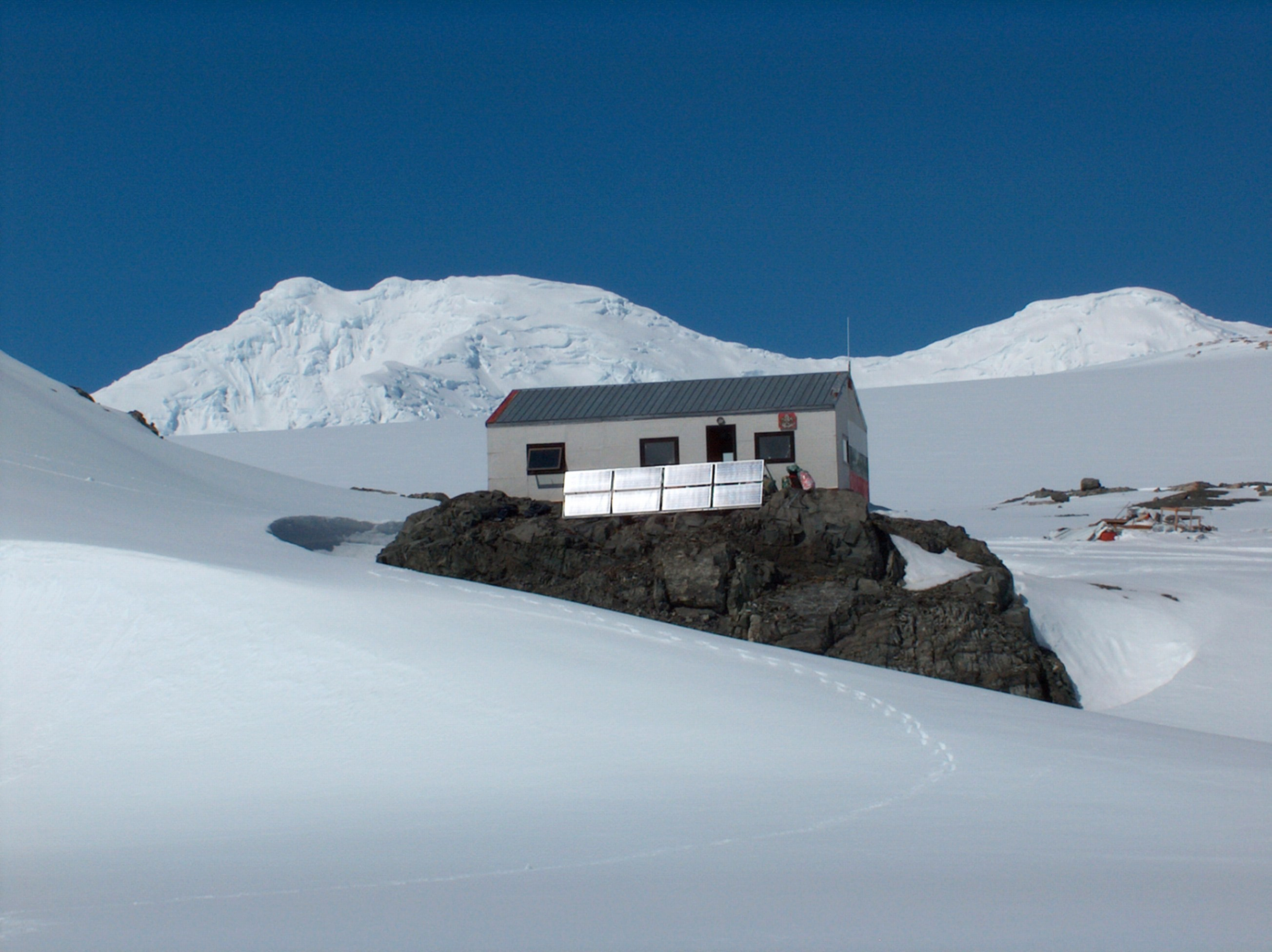
Полярная станция Святой Климент Охридский

Остров был открыт 19 февраля 1819 года английским мореплавателем Уильямом Смитом, став первой землёй южнее 60-й параллели южной широты, увиденной человеком. Два года спустя, 6 февраля 1821 года Южное побережье острова было картографировано первой русской антарктической экспедицией Ф. Беллинсгаузена, который дал ему название Смоленск в честь Смоленского сражения эпохи Наполеоновских войн. Существующее название, предположительно, получил в честь капитана Эндрю Ливингстона (англ. Andrew Livingston), хотя уже ведущие тогда промысел на острове британские и американские китобои называли его Фрисленд (Freezeland, Friesland Island).
Поскольку за островом утвердилось существующее название, с целью сохранения исторической памяти района именем Смоленск назван пролив, отделяющий остров Десепшен от ближайшего мыса острова.
В 1957-58 годах на мысе Ханна (южное побережье Ливингстона) действовала британская база Station P. В 1988 году на острове были основаны две постоянные полярные станции — болгарская Святой Климент Охридский и испанская Хуан Карлос I. В 1991 году начала функционировать сезонная американско-чилийская база Ширефф.

## Карты
- L.L. Ivanov et al. Antarctica: Livingston Island, South Shetland Islands (from English Strait to Morton Strait, with illustrations and ice-cover distribution). 1:100000 scale topographic map. Sofia: Antarctic Place-names Commission of Bulgaria, 2005.
- Л. Иванов. Антарктика: Остров Ливингстън и острови Гринуич, Робърт, Сноу и Смит. Топографска карта в мащаб 1:120000. Троян: Фондация Манфред Вьорнер, 2009. ISBN 978-954-92032-4-0
- Л. Иванов. Карта на остров Ливингстън. В: Л. Иванов и Н. Иванова. Антарктика: Природа, история, усвояване, географски имена и българско участие. София: Фондация Манфред Вьорнер, 2014. с. 18-19. ISBN 978-619-90008-1-6
- L.L. Ivanov. Antarctica: Livingston Island and Smith Island. Scale 1:100000 topographic map. Manfred Wörner Foundation, 2017. ISBN 978-619-90008-3-0